# NDUFB8
NDUFB8 (англ. NADH:ubiquinone oxidoreductase subunit B8) – білок, який кодується однойменним геном, розташованим у людей на короткому плечі 10-ї хромосоми. Довжина поліпептидного ланцюга білка становить 186 амінокислот, а молекулярна маса — 21 766.
| 10         |  | 20         |  | 30         |  | 40         |  | 50         |
| ---------- |  | ---------- |  | ---------- |  | ---------- |  | ---------- |
| MAVARAGVLG |  | VQWLQRASRN |  | VMPLGARTAS |  | HMTKDMFPGP |  | YPRTPEERAA |
| AAKKYNMRVE |  | DYEPYPDDGM |  | GYGDYPKLPD |  | RSQHERDPWY |  | SWDQPGLRLN |
| WGEPMHWHLD |  | MYNRNRVDTS |  | PTPVSWHVMC |  | MQLFGFLAFM |  | IFMCWVGDVY |
| PVYQPVGPKQ |  | YPYNNLYLER |  | GGDPSKEPER |  | VVHYEI     |  |            |

A: Аланін

C: Цистеїн

D: Аспарагінова кислота

E: Глутамінова кислота

F: Фенілаланін

G: Гліцин

H: Гістидин

I: Ізолейцин

K: Лізин

L: Лейцин

M: Метіонін

N: Аспарагін

P: Пролін

Q: Глутамін

R: Аргінін

S: Серин

T: Треонін

V: Валін

W: Триптофан

Задіяний у таких біологічних процесах, як транспорт, транспорт електронів, дихальний ланцюг, альтернативний сплайсинг. 
Локалізований у мембрані, мітохондрії, внутрішній мембрані мітохондрії.